# Ferrain
Il Ferrain è una delle cinque regioni denominate quartiers, che formavano l'antica castellania di Lilla, situata nel nord-est della Francia.
Sotto l'Ancien Régime, la cittadina di Comines ne era il capoluogo, ma l'importante sviluppo economico e demografico di Tourcoing e di Roubaix durante il XIX secolo ha permesso a quest'ultima di diventare la città principale di questa regione.

## Geografia
Il Ferrain s'estende come una mezzaluna lungo la frontiera belga, partendo da nord-ovest del fiume Lys ad Halluin, Bousbecque e Comines, e fermandosi a Lannoy a sud-est.
Questa piccola regione geografica si trova nella grande pianura del nord-ovest europeo caratterizzata da un leggero rilievo dovuto a qualche collinetta. Quelle situate nei comuni di Halluin, Linselles e Wervicq-Sud raggiungono circa i 6° m s.l.m. e delimitano i dintorni della pianura alluvionale del fiume Lys, situata più a ovest.

## Storia
Una parte del territorio situato sulla riva destra della Deûle, a valle della sua confluenza con la Marque, si era inserito nel pagus di Courtrai e nel XIV secolo era compreso nel vicariato di Lilla: Deûlémont, Quesnoy, Bondues, Mouvaux, Croix. Questa zona fu denominata Ferrain.

## Comuni
La regione del Ferrain si compone dei comuni: 
- Warneton,
- Comines,
- Deûlémont,
- Wervicq-Sud,
- Bousbecque,
- Halluin,
- Quesnoy-sur-Deûle,
- Linselles,
- Roncq,
- Neuville-en-Ferrain,

- Wambrechies,
- Bondues,
- Tourcoing,
- Marquette-lez-Lille,
- Marcq-en-Barœul,
- Wasquehal,
- Mouvaux,
- Croix,
- Roubaix,
- Wattrelos,

- Hem,
- Lannoy,
- Lys-lez-Lannoy,
- Leers,
- Forest-sur-Marque,
- Sailly-lez-Lannoy,
- Toufflers,
- Willems,
- Baisieux.